# 레스트리스 (2011년 영화)
《레스트리스》(영어: Restless)는 2011년 공개된 미국의 영화이다.

## 출연

### 주연
- 미아 와시코브스카
- 헨리 호퍼

### 조연
- 제인 아담스
- 셔일러 피스크
- 루시아 스트러스
- 친 한
- 카세 료
- 카일 레더베리
- 오스틴 밀러
- 빅터 모리스
- 드 앤 마리 오덤
- 크리스토퍼 D. 하더

## 기타
- 프로듀서: 안드리아 지아네티
- 공동제작: 브렛 크랜포드
- 조감독: 이안 칼립
- 조감독: 존 R. 사운더스
- 미술: 앤 로스
- 세트: 사라 팍스
- 의상: 대니 글릭커
- 배역: 프랜신 마이슬러
- 프로덕션매니저: 브렛 크랜포드
- 프로덕션매니저: 낸시 커호퍼